# François Marie Fortuné de Vintimille
François Marie Fortuné de Vintimille, né le 6 janvier 1751 à Marseille et  mort le 6 août 1822 à Paris, est un prélat français du XVIIIe siècle et du XIXe siècle. Il est des comtes de Marseille du Luc et petit-neveu de l'ancien archevêque de Paris, Charles Gaspard Guillaume de Vintimille du Luc.

## Biographie
François de Vintimille est  aumônier du roi de 1776 à 1788 et vicaire général de Soissons. 
En 1788, le roi le nomme évêque du diocèse de Carcassonne. 
Il refuse le serment à la constitution civile du clergé, puis se retire  à Vienne en Autriche. 
Le diocèse de Carcassonne est supprimé en 1790, de Vintimille résigne sa charge. Un évêque constitutionnel du diocèse de l'Aude est nommé en 1791 et à partir de 1801 Louis Belmas est évêque concordataire de Carcassonne.
En 1815, François de Vintimille est du nombre des six évêques qui refusent de nouveau leur démission.